# 14694 Skurat
14694 Skurat eller 2000 AR145 är en asteroid i huvudbältet som upptäcktes den 6 januari 2000 av LINEAR i Socorro County, New Mexico. Den är uppkallad efter Karen Skurat.
Asteroiden har en diameter på ungefär 3 kilometer och den tillhör asteroidgruppen Baptistina.